# Ganta
Ganta är en stad i nordöstra Liberia, och är den näst största staden i landet. Ganta är belägen i countyt Nimba, och hade 41 106 invånare vid folkräkningen 2008.